# ドラえもん のび太の大魔境
- ドラえもん > 大長編 > のび太の大魔境
- ドラえもん > 映画 > 大長編 > のび太の大魔境

『ドラえもん のび太の大魔境』（ドラえもん のびたのだいまきょう）は、藤子不二雄の藤本弘によって執筆された「大長編ドラえもんシリーズ」の漫画作品（1981年8月連載開始）。および、この連載漫画を原作として作られたドラえもん映画作品（1982年3月13日公開）。大長編、映画ともにシリーズ第3作。
同時上映は『怪物くん デーモンの剣』『忍者ハットリくん・ニンニン忍法絵日記の巻』。
また、2014年に本作のリメイク作品である、『ドラえもん 新・のび太の大魔境 〜ペコと5人の探検隊〜』が公開された。

## 概要
アフリカのジャングル、河、サバンナ、谷、そして秘境にある犬の王国「バウワンコ王国」を舞台に、ドラえもん、のび太らの冒険と活躍を描いた作品。犬の王国が舞台ということで、本作ではペコたち犬の亜人類が登場する。大長編ドラえもんの題材として、地球において人間のいる地上とは隔絶された地域で異進化を遂げた人類とその世界での冒険が何度か取り上げられるが、その観点で作られた大長編作品は本作が初。作中では犬の進化について進化論を基にした科学的な説明がなされている。作中の季節は漫画では夏だが、映画では春。
大長編および映画としては出木杉が初登場する。出木杉は冒険に参加することはないものの、本作の冒頭部分でヘビー・スモーカーズ・フォレストについてドラえもんとのび太に解説。以降の登場作品でも、出木杉は冒頭部分でのび太達や読者・視聴者に知識を解説する役割を果たす。漫画連載当時はアメリカ合衆国とソビエト連邦が冷戦の最中であり、出木杉は「アメリカとソ連が人工衛星を打ち上げまくってる」と話をしている。
のちにジャイアンは「映画版になるといじめっ子からいい奴に変化する」とファンから評されるようになったが、本作においては我の強さを発揮して一行を危機に晒し意固地になって孤立してしまうシーンが描かれており、戦いの中でみんなと和解し団結して危機に立ち向かうという筋運びで丁寧に掘り下げられている。
本作では藤本作品によくあるタイムパラドックスがみられる。後から来たほうのドラえもん達は、巨神像の動かし方を知らない先に来たドラえもん達が現代に帰ってすぐ助けに戻ったにも関わらず、巨神像の動かし方を知っている。
本作品以降ドラえもんが帽子を被ることがある。本作品ではキャンピングハット、次作『のび太の海底鬼岩城』ではカメレオン帽子、次々作『のび太の魔界大冒険』では魔法ぼうしと、3作連続で帽子を被る。

### 漫画（連載）
月刊コロコロコミック1981年（昭和56年）9月号から1982年（昭和57年）2月号に連載された。全6回。計170頁（各回の扉含む）。
連載第4回が掲載された12月号にて映画化が発表され、本連載の扉に「映画化決定!!」と記載された。
本作は全編書き下ろしだが、関連した内容の短編が存在する。『ドラえもん』の短編『のび太救出決死探検隊』（1980年11月。てんとう虫コミックス22巻収録）には、スネ夫が冒険について熱く語る場面など、本作と重なる要素が複数含まれている。
本作は連載終了後、3度の加筆・修正が行われており、計4種類のバージョンが存在する（後述）。

### 映画
1982年3月13日に公開された。
本作品はしずかがのび太、ジャイアン、スネ夫の3人を君付けで呼ぶ劇場版としては最後の作品である。次回作の『のび太の海底鬼岩城』以降は、さん付けで呼んでいる。
藤本は「作品の出来はいい」としたものの、「私の世界を理解していない。監督を変えてほしい」とシンエイ動画の楠部三吉郎に指示し、次作より監督が芝山努に変更された。
本作品の製作は遅れ気味だったようで、3月初めにヤクルトホールで開催予定だった特別試写会は、開催当日にフィルムが間に合わず、既に観客が会場入りしている時間帯に中止となった。
この作品からオープニングテーマが「ドラえもんのうた」になり、バージョンを変えながら『のび太のワンニャン時空伝』まで使用された。コロコロコミック創刊5周年記念作品。また、この作品からエンディング曲が「ポケットの中に」ではなくなった。

### 漫画（カラーコミックス）
1982年4月に発売されたカラーコミックスにて加筆・修正が行われ、全体の頁数は1頁増加した。頁数の増加こそわずかだが、巨神像の衛星写真で周囲に茂っていた植物がなくなるなど、多数のコマが描き換えられた。ママのバッグを探すペコがジャンプするコマは削除された。セリフも多く書き換えられた。

### 漫画（映画大全集1000）
1985年2月に発売された『ドラえもん映画大全集1000』に収録された際に2度目の加筆・修正が行われ、全体の頁数はさらに9頁増加した。冒頭のカラーだった頁が1色で描き直されるなど、多数のコマが描き換えられた。「全艦隊火炎放射」の場面は火の勢いが髪がなびくほどの強さになり危険度が大いに高くなった。

### 漫画（単行本）
1985年9月に単行本（てんとう虫コミックス）が発売された際に3度目の加筆・修正が行われ、全体の頁数はさらに12頁増加した。重力ペンキで崖を下りる場面など、多くの名場面のコマが大きなものに描き換えられた。

## あらすじ
※漫画（小学館コロコロ文庫）をもとに記述。
ジャイアンとスネ夫の依頼でのび太とドラえもんは「自家用衛星」を使い魔境を探す。その折、のび太は空き地で野良犬と出会い、ペコと名付け飼うことになる。
コンゴ盆地に巨神像があることを知ったドラえもんたちは、ペコを連れ探検に出発。ところが初日にジャイアンが機嫌を損ね、探検は中止となる。その夜ジャイアンは、自室で巨神像の映像に冒険を諦めたことを叱責され、地図を与えられたことにより、再び冒険に赴くことになる。その際ジャイアンは、タケコプターをはじめとするドラえもんのいくつかの道具を日本に置いて行ってしまう。さらにジャイアンの判断ミスや、空き地に置いたどこでもドアが近所住民に焼かれ日本に帰れなくなるなどのドラブルが発生。やむなくキャンプをすることになる。ジャイアンは謝ることができず癇癪を起こし、孤立する。
途中で目的地に王国があることを知ったドラえもんたちは、道具でピンチを凌ぎながら、王国近くまで到達。ペコは突然日本語を話し二足歩行をする。ペコの正体は進化した犬の王国のクンタック王子。父王の大臣、ダブランダーは世界征服の野心により王を暗殺、王子は生き埋めにされるところ、棺桶ごと湖に落ち、川を流れ外の世界に出たのであった。
王子が帰国したことを知ったダブランダーは王子を偽者とし、ドラえもんたちをおたずね者にする。ドラえもんたちは王の親衛隊長であったブルススを救出。古い言い伝えをヒントに、巨神像を目指すドラえもんたちだったが、ダブランダーの兵士たちに待ち伏せされピンチを迎える。そこへもう1組のドラえもんたち5人が登場。しずかが「先取り約束機」で約束し呼び寄せたのだった。ドラえもんたちは巨神像に侵入。巨神像は巨大ロボットのごとく自律して動き、ダブランダーの兵器を次々と破壊。ダブランダーの野心は打ち砕かれた。無事に日本に戻ったのび太たちは「先取り約束機」の約束を守るため、タイムマシンで再び王国に向かうのだった。

## 舞台
ヘビー・スモーカーズ・フォレスト
アフリカにあるザイール（現・コンゴ民主共和国）のコンゴ盆地に存在する秘境。英語で「タバコ好きの森」を意味する名前の通り、上空が常に霧で覆われており、衛星写真でも全く撮影のできない現代の秘境である。ドラえもんのひみつ道具である小型人工衛星の透視機能によって、その内部に謎の巨神像が存在することが初めて確認された。のび太は最初小型人工衛星に写ったものが何かわからず、六面カメラを使った上で出木杉に聞いたことで初めて秘境にある未知の巨神像であることが判明した。
バウワンコ王国
ヘビー・スモーカーズ・フォレストの奥にある王国。周囲全体を深い谷に囲まれ、絶えず濃い霧に包まれている特殊な地形によって外界から隔離されており、その中ではサル目でなくイヌ科が人間のように進化し、王国を築き上げた。その歴史は5千年にも及び、現在においても人間界の古代ローマ(リメイク版ではペルシャ帝国に近い)に似た文化を持つ（ただし、使役用の家畜として馬ではなく大型のツチブタが飼われているなど、若干の違いはある。また、その社会構成や風景から想像できないほどの高度な科学技術力を有している）。王国が成立した5千年前にはすでに「火をはく車」「空飛ぶ船」（現在の戦車や爆撃機に相当すると見られる兵器）といった強力な兵器が開発されていたらしいが、平和主義者であった初代国王バウワンコ1世の政策によって軍事研究が一切禁止され(兵器の際限ない発展が世界を滅ぼすことになるという憂慮があったという)、その代わりに王国の守り神として巨神像が造られたという。それから5千年後の現在、悪大臣のダブランダーによるクーデターで軍事政権が誕生し、再軍備と外界（人間世界）の征服を目論んでいる。
なお、ダブランダーも含めてこの国の住民たちは外界（人間世界）についての知識が全くないらしく（ペコも国の外へ出るまでは人間世界の存在を全く知らなかったと語っていた）、ダブランダーに仕える兵士はのび太たち人間を「サル」と呼び、ドラえもんのことは「タヌキ」と呼んでいた。一方で外界のコンゴ盆地の原住民に限っては、僅かながら「バウワンコの神」についての伝承がある。
またいかなる手段によるかは不明だがバウワンコ1世は5千年後の未来を予知してもおり、10人の外国人であるのび太達が王子を助けにくることを読んで巨神像を動かすヒントを伝説の中に隠していた。
巨神像
バウワンコ王国の守護神として初代バウワンコ1世王が建造した巨像。バウワンコ1世の姿を模しているとされる。一見すると巨大な石像だが、実は内部に入ることが出来る構造で、そこには歯車などの機械が張り巡らされ、胸にあるハート状の心臓部を回転させることで起動する巨大ロボット。5千年前に封印された古代兵器の粋を集めた超兵器というべき存在であり「空飛ぶ船」「火をはく車」などに対しても圧倒的な力をみせた。眼部奥の部屋で王家に伝わるペンダント（巨神像の動くイメージをホログラムとして投影できるなどの高度な機能がある）をかざすことで、巨神像を操縦することが可能である。

## 声の出演
- ドラえもん - 大山のぶ代
- のび太 - 小原乃梨子
- ジャイアン - たてかべ和也
- スネ夫 - 肝付兼太
- しずか - 野村道子
- パパ - 加藤正之
- ママ - 千々松幸子
- 出木杉 - 白川澄子

## ゲストキャラクター
ペコ（クンタック王子）
声 - 清水マリ
のび太がいつもの空き地で拾った野良犬。見た目は普通の白い小型犬だがその正体はバウワンコ王国の王子で前国王であるバウワンコ108世の息子。文武に長け、優しさと勇敢さを兼ね備えていて責任感も強く、民衆からの人望も厚い。悪大臣ダブランダーのクーデターにより前国王の父が暗殺され、自身も生き埋めにされかけるもトラブルによって国外へ流れ着き、日本の貨物船に乗って日本にたどり着いた。人間以上の知能の持ち主であり、ほんやくコンニャクを使用せずに日本語で会話しているのは、日本に向かう船の中で覚えたためであるという。のび太のママが落とした大事なバッグを発見したことで動物嫌いのママから唯一受け入れられた。人間界の中で普通の犬として振る舞いながらドラえもんたちを国へと導き、無事に帰国。首にぶら下げているペンダントは巨神像のホログラムを映し出す。正体を明かした後はのび太やドラえもんだけでなくジャイアンとも厚い友情で結ばれ、彼らの助けを借りてダブランダーの野望を阻止するべく活動を始める。正体を明かしてからは基本的に真面目で凛々しい王子であり剣の名手でもあるが、正体を明かすときには足を組んで拍手していたり、ドラえもんに「なんかいい道具あるでしょ」と当てにするちゃっかりした面や、何もないところで転んだりと所々抜けていたりする。「ペコ」という名前は正体を知らないのび太が「ずっとハラペコだったから」と付けたもの。事件解決後は、民衆からの歓迎と祝福の下、新国王「バウワンコ109世」として正式に即位した。
チッポ
声 - 杉山佳寿子
バウワンコ王国の幼い犬。両親を含めた村人全員が兵器製造に駆り出されたために孤独となり、空腹に耐え切れずにダブランダーの兵士の弁当を盗み食いし、追われているところをペコに助けられた。その後はのび太たち一行を荷車の中に隠して彼らを巨神像へ案内するなど、兵士たちの目を盗んで手助けをした。事件解決後は両親や村人たちと共に元の村へ帰った。
ブルスス
声 - 村瀬正彦
バウワンコ108世の親衛隊長だった戦士。王国一の怪力を誇ると言われ、バウワンコ108世とペコ（クンタック王子）に絶対の忠誠を誓っている信頼厚い重臣であった。ダブランダーたちに捕まり投獄されていたが、ドラえもん達の手によって救出される。巨神像へ向かうペコとドラえもん達をダブランダーの追っ手から逃がすため、身を挺して追っ手の兵士たちと戦った。事件解決後はバウワンコ109世となったペコの親衛隊長として復帰した模様。
スピアナ姫
声 - 栗葉子
バウワンコ王国の王女でペコの婚約者。ダブランダーの手で王宮の奥に軟禁され、ダブランダーの妻になるよう執拗に迫られながらも消息を絶ったペコ（クンタック王子）の生存を信じ、彼の帰還を待ち続けている。事件解決後はバウワンコ109世となったペコの王妃になった模様。
ダブランダー大臣
声 - 滝口順平
バウワンコ王国の大臣で、王国支配の野心に燃える策謀家。王国代々の掟に背いて外の世界（人間界）への侵略を企んでおり、そのために邪魔な存在であった前国王のバウワンコ108世を暗殺し、自ら新国王を名乗って全ての実権を握った。5千年にわたって封印されていた古代兵器の開発を再開し、「火をはく車」「空飛ぶ船」の大量生産に乗り出している。前王を謀殺したことは隠し通しているものの、国民に重税や強制労働を課すなど悪政を敷いているため、人望は皆無。ペコやドラえもん達を捕らえるため賞金までかけて協力を募るも、応じる者は1人もなく、現場の兵士もひとり言で「今の王様は人気がないからな」とぼやく始末であった。自軍が巨神像に撃破されると逃走、スピアナ姫を無理に連れ去ろうとするが、漫画では巨神像の攻撃によって崩れ落ちた石材の下敷きになり気絶、映画では巨神像に追い回された末にペコ（クンタック王子）の怒りを込めた剣によって王冠を頭の毛もろとも切られ敗北した。
コス博士
声 - 永井一郎
ダブランダーに仕える科学者。外の世界（人間界）への侵略を企んでいるダブランダーの命令により、5千年前の古代兵器「火をはく車」「空飛ぶ船」（どちらも機体は木造。「空飛ぶ船」はプロペラで飛行する）を再現した。王国に伝わる伝説や歴史にも詳しく、ドラえもんたちが目指す最終目的地を見抜くなど、ダブランダーの参謀的役割も果たしている。戦闘の場では空飛ぶ船の船団を率いてドラえもん達を襲ったが巨神像の攻撃を受け、映画では船の墜落爆発に巻き込まれて爆死した。連載漫画およびカラーコミックス版の漫画では、クライマックスの戦闘シーンには登場しない。単行本版の漫画では空飛ぶ船から転落して投降した。
サベール隊長
声 - 柴田秀勝
ダブランダーの親衛隊長を務める隻眼の戦士。悪役ではあるが丸腰で一騎打ちを挑んできたペコに剣を渡す等、騎士道精神を持つ。ダブランダーの命令により兵士たちを総動員して、ペコやドラえもん達を捕らえるために執拗な追跡を行っていた。その剣の腕は凄まじく、連載漫画およびカラーコミックス版の漫画では、持った者を剣の達人にするひみつ道具「秘剣電光丸」を持ったのび太とも互角の戦いをした末に階段から転落した（単行本版の漫画ではのび太は「ウワオー」と叫び、一か八かで攻めに転じ渾身の打ち込みを行っている）。映画ではのび太ではなくペコと巨神像の歯車の上で戦い（のび太はサベールの部下と戦っていた）、剣の対決には勝利するも歯車が動き始めたことにより歯車から転落していった。その後の消息は描かれていない。
侍女
声 - 麻生美代子
スピアナ姫の世話係をしている年配の女性。民衆の噂でペコ（クンタック王子）の帰還を知り、そのことをスピアナ姫に伝えた。ダブランダー敗北後、姫を連れ去ろうとするダブランダーに対し、身を挺して姫を守ろうとした。
村長
声 - 田中康郎
アフリカのコンゴ盆地奥地のジャングルにある村の長。村人達と共に川でワニに襲われそうになったドラえもん達を助けた。
ドラえもん達にバウワンコの神について教えるが、ジャイアンが神を恐れない言動を口にしたため、ドラえもん達を災いを招く者として村から追い出した。
兵士
声 - 二又一成、島田敏、長堀芳夫（後の郷里大輔）、佐藤正治、松岡文雄

## スタッフ
| 原作・脚本     | 藤子不二雄 |
| レイアウト     | 椛島義夫 |
| 作画監督       | 富永貞義 |
| 美術監督       | 川本征平 |
| 撮影監督       | 小池彰 鈴木明子 |
| 録音監督       | 浦上靖夫 |
| 音楽           | 菊池俊輔 |
| 監修           | 楠部大吉郎 |
| プロデューサー | 別紙壮一 菅野哲夫 |
| 監督・絵コンテ | 西牧秀夫 |
| 演出助手       | 高須賀勝巳 |
| 動画チェック   | 中山晴夫 |
| 色設計         | 若尾博司 |
| 仕上監査       | 益子かおる 三橋曜子 |
| 特殊効果       | 土井通明 |
| 原画           | 池ノ谷安夫、山崎猛、大塚正実、大宅幸男、小林正義、小野隆哉、窪田正史、おおたぬう、木村友和、大武正枝、斉藤かおる、宮林英子、一川孝久、増谷三郎、飯山嘉昌、遠藤裕一、山崎勝彦、宮尾岳、野口大蔵、星野真砂子、森下圭介、原完治 |
| 動画           | 中村久子、寺田千久紗、桜沢裕美、内田広之、松島明子、篠崎佳久子、東海林真一、竹葉潔、中村美子、池ノ谷弥生、山本とみ子、塩沢和夫、東海林薫、佐藤弘美、川島郁子、大沢真紀子、橋本明美、蛭田真弓、遠藤祐子、みのわみえこ、奈良みつ子、田渕正二、山本実、鹿取真三子、岩崎文子、花輪弘昌、荒井淳、山田智子、金子道子、伊藤一男、こしみず弘幸、渡辺理恵、佐伯肇、坂田透、島田和義、森田奈苗、飯沢ひろみ、千葉朝美、田中祐司、赤間てるこ、片山友夫、森島格、力石裕子、阿久津知子、原佳寿美、大久保修、隅田恵美子、川名久美子、津久井明子、鈴木信一、岩沢彰 |
| 仕上           | 西牧志づ子、西牧たみ子、富井太、森祐子、古谷奈順子、長谷川悦子、阿部久子、玉田利香、浅賀チエコ、森山政子、古谷多恵子、遠藤剛彦、飯塚誠一、豊永真一、三上寿美子、茂手木弓、長郁子、池田智恵子、原尚子、栗原清子、岡嶋国敏、遠藤礼子、町屋吉成、完甘幸隆、若尾知子、笠井光子、鎌倉幸子、本田美代子、清水由子、清水容子、清水しずえ、西牧道子、西田春美、反町圭子、浅野光秀、加藤はるみ、三上しをり、吉野美雪、石橋玲子、里野恵美子、千葉律子、岡部香、藤田このみ、久米昌子、片川喜好、村上由美子、小張昌子、塩谷典子、前田裕子、川口清一、原嶋千加子、須藤えみこ、実川佳江、井滝のり子、澁谷三恵子、曽根由貴子、小野裕子、小泉純子、小管勉、大久保とし美、打越由美、岩井弘子、佐藤春美、真田祥子、増田よし子、深井広子 |
| 美術補         | 沼井信朗 |
| 背景           | 高野正道、福田和矢、安藤由美子、藤井美千代、浜名お孝、小板橋康恵 |
| 撮影           | 熊谷正弘、菊池英明、伴尚志、高橋明彦、笠間いずみ、上原一郎 |
| 編集           | 井上和夫 坂本雅紀 |
| 効果           | 柏原満 |
| 整音           | 中戸川次男 大城久典 |
| スタジオ       | APUスタジオ |
| 現像           | 東京現像所 |
| 連載           | マミー ベビーブック めばえ よいこ 幼稚園 てれびくん コロコロコミック 小学一年生 小学二年生 小学三年生 小学四年生 小学五年生 小学六年生 |
| 協力           | スタジオ・古留美 オーディオ・プランニング・ユー 東京アニメーションフイルム 井上編集室 アトリエ・ローク トミプロダクション シャフト スタジオ・メイツ スタジオ・ディーン 風プロダクション スタジオ・タージ ネオメディア イージーワールド アクト |
| 文芸           | 水出弘一 |
| 制作担当       | 佐久間晴夫 |
| 制作デスク     | 田村正司 |
| 制作進行       | 加藤勝、藤沢一夫、田中敦、井上修、吉岡大、生嶋真人、川口亘 |
| 制作協力       | 藤子スタジオ 旭通信社 |
| 制作           | シンエイ動画 小学館 テレビ朝日 |

## 主題歌
オープニングテーマ・挿入歌「ドラえもんのうた」
作詞 - 楠部工 / 作曲 - 菊池俊輔 / 歌 - 大杉久美子（コロムビアレコード）/ セリフ - 大山のぶ代（ドラえもん）
『のび太の恐竜』から挿入歌としても使用されているが、今回は3番が流れる。また、映画のラストでドラえもんたちが駆け出すシーンでこの曲のイントロが使用されている。このラストは後作『のび太の魔界大冒険』まで続いた。
エンディングテーマ「だからみんなで」
作詞 - 武田鉄矢 / 作曲 - 菊池俊輔 / 歌 - 岩渕まこと（コロムビアレコード）
『のび太の魔界大冒険』のビデオ・DVD版の主題歌は、この曲に差し替えられているが、2016年以降のAmazonプライムビデオなどのオンデマンド配信の主題歌は、この曲に差し替えられていない。

## リメイク
映画34作目として、同作品のリメイク『映画ドラえもん 新・のび太の大魔境 〜ペコと5人の探検隊〜』が2014年3月8日に公開された。監督は八鍬新之介、脚本は清水東が担当。